# Manuel II de Constantinople
Pour les articles homonymes, voir Manuel II.
Manuel II de Constantinople (en grec : Μανουήλ Β΄) est patriarche de Constantinople résidant à Nicée de 1244 à 1254.

## Biographie
Après quatre années de vacance du siège, Manuel II est élu en 1244. C'était un « prêtre marié, respectable par ses mœurs mais ignorant ». En 1247 il entre en contact avec Laurent, un frère mineur envoyé comme légat par le Pape à Constantinople. En 1249, c'est avec Jean de Parme, général du même ordre, qu'il mène des entrevues. Malgré l'envoi au Pape par l'empereur Jean III Doukas Vatatzès de deux seigneurs grecs et de deux évêques, les négociations demeurent sans suite. Manuel II meurt avant le 3 novembre 1254.